# Чудановіца
Чудановіца (рум. Ciudanovița) — село у повіті Караш-Северін в Румунії. Входить до складу комуни Чудановіца.
Село розташоване на відстані 349 км на захід від Бухареста, 18 км на південний захід від Решиці, 79 км на південний схід від Тімішоари.

## Населення
За даними перепису населення 2002 року у селі проживали 586 осіб.
Національний склад населення села:
| Національність | Кількість осіб | Відсоток |
| -------------- | -------------- | -------- |
| румуни         | 554            | 94,5%    |
| цигани         | 18             | 3,1%     |
| угорці         | 8              | 1,4%     |

Рідною мовою назвали:
| Мова      | Кількість осіб | Відсоток |
| --------- | -------------- | -------- |
| румунська | 563            | 96,1%    |
| циганська | 13             | 2,2%     |
| угорська  | 5              | 0,9%     |